# Light My Fire (Baccara)
Light My Fire è il secondo album in studio del duo pop spagnolo Baccara, pubblicato nel 1978.
Con il brano Parlez-vous français? il gruppo ha partecipato nello stesso anno all'Eurovision Song Contest in rappresentanza del Lussemburgo.

## Tracce

### Side A
1. Baby, Why Don't You Reach Out? / Light My Fire (Zentner, Soja) / (Morrison, Densmore, Manzarek, Krieger) - 11:48
2. Parlez-vous français? (Dostal, Soja, Zentner) - 4:26

### Side B
1. La Bamba (tradizionale) - 3:00
2. My Kisses Need a Cavalier (Dostal, Soja) - 4:53
3. Adelita (tradizionale) - 2:27
4. Yummy Yummy Yummy (Levine, Resnick) - 3:34
5. Darling (Dostal, Soja) - 5:51

## Formazione
- Mayte Mateos - voce
- María Mendiola - voce

## Classifiche
| Classifica (1978) | Posizione più alta |
| ----------------- | ------------------ |
| Finlandia         | 7                  |
| Norvegia          | 11                 |
| Svezia            | 10                 |